# (473123) 2015 JS2
(473123) 2015 JS2 es un asteroide perteneciente al cinturón de asteroides, descubierto el 20 de junio de 2010 por el equipo del Mount Lemmon Survey desde el Observatorio del Monte Lemmon, Arizona, Estados Unidos.

## Designación y nombre
Designado provisionalmente como 2015 JS2.

## Características orbitales
2015 JS2 está situado a una distancia media del Sol de 3,191 ua, pudiendo alejarse hasta 3,868 ua y acercarse hasta 2,515 ua. Su excentricidad es 0,212 y la inclinación orbital 9,862 grados. Emplea 2082 días en completar una órbita alrededor del Sol.

## Características físicas
La magnitud absoluta de 2015 JS2 es 16.